# Кёрнер, Юлиус
Юлиус Кёрнер (нем. Julius Körner; 22 декабря 1870, Зюльдорф, провинция Шлезвиг-Гольштейн — 19 ноября 1954, Бланкенезе, Гамбург) — немецкий гребец, бронзовый призёр летних Олимпийских игр 1900.
Кёрнер входил на Играх в состав третьей немецкой команды четвёрок, которая не смогла пройти в финал по основной квалификации, однако его команда, и ещё две сборные устроили свой финальный заплыв, который признаётся МОКом. Кёрнер в том финале занял третье место.